# Pietro Farnese (capitano generale fiorentino)

Stemma Farnese

Pietro Farnese, conosciuto anche come Piero de Farneto o Petruccio di Cola (1310 circa – San Miniato, 20 giugno 1363), è stato un condottiero italiano, fu Consignore di Farnese, Canino, Ischia e Cellere, Capitano dell’Esercito Pontificio e Capitano Generale dell’Esercito Fiorentino.

## Biografia
Della giovinezza di questo personaggio non si hanno molte notizie. Sappiamo però che nel 1338, ad Orvieto, insieme al padre Nicola, si schierò dalla parte dei Monaldeschi della Vipera contro i Monaldeschi della Cervara e venne dichiarato ribelle. Rientrato ad Orvieto, nel 1345, diventò Capitano Generale dell'Esercito e comandò 5000 fanti nell'assedio a Castiglion Fiorentino. Nel 1352 si alleò con i Monaldeschi della Cervara per rientrare in Orvieto, la cui signoria era stata ceduta ai perugini da Guido Orsini nel 1348. Nel febbraio di quell'anno insieme a Cataluccio da Bisenzio riuscì ad entrare in città, dove uccise Benedetto Monaldeschi della Vipera, ma fu respinto dal contrattacco di Pepo Monaldeschi del Cane.
Nel 1354 si mise al servizio del cardinale Egidio Albornoz, Legato pontificio a Milano, per combattere contro il ribelle ghibellino Bernabò Visconti. Nel Novembre del 1355 venne nominato Capitano dell'Esercito Pontificio e, nella Marca anconitana, ricevette la metà del feudo di Onano, dietro il compenso annuo di 20 fiorini. Nel 1359, sempre al servizio dell'Albornoz, diresse le operazioni contro Forlì e Forlimpopoli, che vennero espugnate nel mese di luglio. L'anno successivo Giovanni Visconti da Oleggio, signore di Bologna, entrò in guerra con Bernabò Visconti, ma, non potendolo contrastare, cedette la città all'Albornoz, che mandò Pietro Farnese a prenderne possesso.
Nel 1361 dovette procedere al recupero di Lugo, Bagnacavallo e Solarolo, ma a giugno fu costretto a tornare alla difesa di Bologna, minacciata nuovamente da Bernabò. Il mese successivo le armate del Visconti furono debellate. Nel 1362 il senato di Roma lo mandò in aiuto dei fiorentini, che lo nominarono Capitano Generale dell'Esercito, per combattere i pisani. Il condottiero ingaggiò una battaglia decisiva, sbaragliò i pisani e fece un ingresso trionfale in Firenze. La cittadinanza per ringraziarlo commissionò a Jacopo di Cione un monumento commemorativo a Santa Maria del Fiore. Nel 1363 a Castelfiorentino venne colpito dalla peste e morì repentinamente a San Miniato. Diciassette anni più tardi gli operai di Santa Reparata incaricarono i pittori Angelo e Giuliano Gaddi di ornare con dipinti la sepoltura di Pietro Farnese.

## Discendenza
Pietro ebbe tre figli:
- Pepone, signore di Piandana
- Niccolò, signore di Cegliole
- Anastasia, sposò Giovanni Monsigli